# Joan Chelimo Melly

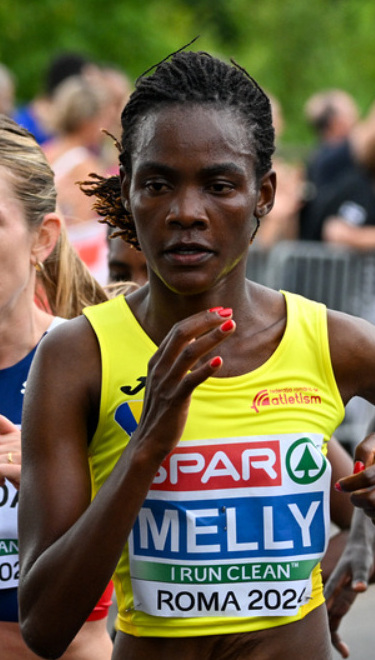
Joan Chelimo Melly (2024)

Joan Chelimo Melly (* 10. November 1990 in Tilol, Kenia) ist eine kenianisch-rumänische Langstreckenläuferin, die sich auf Straßenläufe spezialisiert hat.

## Leben
Joan Chelimo Melly wurde in Kenia geboren und zog 2019 nach Rumänien. Seit dem 13. Mai 2021 ist sie im Besitz der rumänischen Staatsangehörigkeit und seit dem 3. Juli 2024 ist sie international für dieses Land startberechtigt.

## Sportliche Laufbahn
2014 siegte sie beim Halbmarathonbewerb des Wachau-Marathons und beim Cardiff-Halbmarathon.
2017 wurde sie Zweite beim Eldoret-Halbmarathon und siegte beim Berliner Halbmarathon. Einem zweiten Platz bei den 15 km von Le Puy-en-Velay folgte ein Sieg bei den B.A.A. 10K (Boston) und einem zweiten Platz beim Kopenhagen-Halbmarathon ein Triumph beim Boston-Halbmarathon.
2018 wurde sie Vierte beim RAK-Halbmarathon, Dritte beim Kopenhagen-Halbmarathon, gewann den Prag-Halbmarathon und den Montferland-Run (15 km) in ’s-Heerenberg (Niederlande).
Beim Halbmarathon am 27. Oktober 2019 in Valencia wurde Chelimo Melly mit 66:09 min Dritte hinter der Äthiopierin Senbere Teferi (65:32 min) und der Niederländerin Sifan Hassan (65:53 min). Anfang Dezember wurde sie beim anspruchsvollen Montferland Run über 15 km im niederländischen ’s-Heerenberg knapp geschlagen Zweite hinter Tsigie Gebreselama (Äthiopien).
Im April 2022 siegte Joan Chelimo Melly beim Seoul International Marathon in neuer persönlicher Bestzeit und Streckenrekordzeit von 2:18:04 h.

## Persönliche Bestzeiten
- 10-km-Straßenlauf: 31:24 min, 25. Juni 2017, Boston
- Halbmarathon: 1:05:04 h, 7. April 2018, Prag
- Marathon: 2:18:04 h, 17. April 2022, Seoul (rumänischer Rekord)